# Exile Amongst the Ruins
Exile Amongst the Ruins è il nono album in studio del gruppo musicale pagan metal irlandese Primordial, pubblicato nel 2018.

## Tracce
1. Nail Their Tongues – 9:00 (musica: Ciáran MacUiliam)
2. To Hell or the Hangman – 7:16 (musica: MacUiliam)
3. Where Lie the Gods – 9:11 (musica: Micheál O'Floinn)
4. Exile Amongst the Ruins – 7:59 (musica: MacUiliam)
5. Upon Our Spiritual Deathbed – 8:28 (musica: O'Floinn)
6. Stolen Years – 5:15 (musica: MacUiliam)
7. Sunken Lungs – 7:52 (musica: MacUiliam)
8. Last Call – 10:32 (musica: MacUiliam)

Durata totale: 65:33

## Formazione
- A.A. Nemtheanga – voce
- Ciáran MacUiliam – chitarra
- M. O'Floinn – chitarra
- Pól MacAmlaigh – basso
- Simon O'Laoghaire – batteria